# خطر زیستی

نماد بین‌المللی خطر زیستی.

خطر زیستی (Biological hazard یا Biohazard) اشاره به مواد زیستی دارد که برای زندگی اَندامگان زنده به ویژه انسان خطرآفرین است. این خطر می‌توان از سوی پسماند مواد دارویی، یا میکروب، ویروس و زهرابه (با منبع زیستی) باشد. 
نماد خطر زیستی در سال ۱۹۶۶ از سوی چارلز بالدوین که خود یک مهندس محیط زیست بود و برای شرکت داو کمیکال کار می‌کرد پیشنهاد شد. این نماد در یونی‌کد U+۲۶۲۳ (☣) است.

## رده بندی
در بحث ترابری، مواد آلاینده در رده‌های زیر دسته بندی می‌شوند و شماره بین‌المللی کالاهای خطرناک دریافت می‌کنند:
- دستهٔ A با شمارهٔ UN ۲۸۱۴-، آلاینده‌هایی که بر زندگی انسان و حیوان آسیب می‌زند: این مواد باعث آسیب و معلولیت همیشگی یا بیماری‌های کشنده برای انسان یا حیوان در تماس با آن می‌شود.
- دستهٔ B با شمارهٔ UN ۲۹۰۰-، آلاینده‌هایی که تنها بر زندگی حیوانات اثر می‌گذارند: این مواد باعث آسیب و معلولیت همیشگی یا بیماری‌های کشنده می‌شوند.
- دستهٔ C با شمارهٔ UN ۳۳۷۳- مواد زیستی که با هدف پژوهش یا شناخت بیماری‌ها منتقل می‌شوند.
- پسماندهای دارویی معمولی با شمارهٔ UN ۳۲۹۱- مواد پسماند یا قابل بازیافت ی که از درمان‌های دارویی بر روی انسان یا حیوان یا پژوهش‌های زیستی به جای مانده‌اند که تولید و محصول آزمایش‌های زیستی را در بر می‌گیرد.

## درجهٔ خطر
مرکز کنترل و پیشگیری بیماری ایالات متحدهٔ آمریکا، بیماری‌های گوناگون را در چهار درجهٔ خطرناکی دسته بندی کرده‌است که درجهٔ نخست کمترین آسیب و درجهٔ چهارم بیشترین آسیب را می‌توانند داشته باشند:
- خطر زیستی درجهٔ ۱: باکتری‌ها و ویروس‌هایی مانند Bacillus subtilis، هپاتیت سگ‌سانان، اشریشیا کلی، آبله مرغان و همچنین برخی میکروب‌های سلولی و باکتری‌های غیر آسیب رسان. پیشگیری در برابر این خطرهای زیستی در ساده‌ترین شکل ممکن است و معمولاً به دستکش و ماسک صورت بسنده می‌شود.
- خطر زیستی درجهٔ ۲: باکتری‌ها و ویروس‌هایی که بیماری ملایم برای انسان ایجاد می‌کنند یا در شرایط آزمایشگاهی از راه هوا به سختی منتشر می‌شوند مانند هپاتیت ای، هپاتیت ب و هپاتیت سی، آنفلوانزای ای، بیماری لایم، سالمونلا، اوریون، سرخک، اسکرپی، تب دنگی و اچ‌آی‌وی. پیشگیری‌های پزشکی معمولی و مراقبت‌های بیمارستانی کافی خواهد بود.
- خطر زیستی درجهٔ ۳: باکتری‌ها و ویروس‌هایی که می‌توانند آسیب جدی و حتی مرگ را برای انسان ببار آورند و برای آن‌ها واکسن و روش‌های پیشگیری دیگر موجود است. برای نمونه می‌توان به سیاه‌زخم، بیماری سارس, سل, تیفوس, تب دره نشستی, Rocky Mountain spotted fever, تب زرد، مالاریا و... اشاره کرد. عواملی که باعث بیماری مالاریا و تریپانوزومیاز می‌شوند هم در این درجه جای می‌گیرند.
- خطر زیستی درجهٔ ۴: باکتری‌ها و ویروس‌هایی که می‌توانند آسیب جدی و حتی مرگ را برای انسان ببار آورند و برای آن‌ها واکسن و روش‌های پیشگیری دیگر موجود نیست. مانند Bolivian hemorrhagic fever و Argentine hemorrhagic fever، Marburg virus, ویروس ابولا, کروناویروس ۲۰۱۹, hantaviruses, Lassa fever virus, تب خونریزی‌دهنده کریمه-کنگو, و دیگر بیماری‌های viral hemorrhagic fever